# Phora maritima
Phora maritima är en tvåvingeart som beskrevs av Mikhailovskaya 1986. Phora maritima ingår i släktet Phora och familjen puckelflugor. Inga underarter finns listade i Catalogue of Life.